# Chiesa di Santa Maria Maggiore (Cimolais)
La chiesa di Santa Maria Maggiore è la parrocchiale di Cimolais, in provincia di Pordenone e diocesi di Concordia-Pordenone; fa parte della forania di Maniago

## Storia
Probabilmente la pieve di Cimolais fu sottoposta all'abbazia di Sesto al Reghena già nell'VIII secolo, anche se la prima menzione che attesti la presenza di tale chiesa è contenuta in un documento datato appena 11 giugno 1332; la pieve, che aveva come filiali le chiese di San Bartolomeo Apostolo di Erto e di San Giorgio Martire di Claut, era inserita nel patriarcato di Aquileia.
Nel 1751, alla soppressione del millenario patriarcato di Aquileia, la chiesa passò all'arcidiocesi di Udine, per poi essere aggregata il 1º maggio 1818 alla diocesi di Concordia.
L'attuale parrocchiale venne costruita nel XIX secolo e consacrata il 12 maggio 1867 dal vescovo di Concordia Nicolò Frangipane.
Il 3 novembre del 1957 i capifamiglia del paese rinunziarono al giuspatronato della parrocchia e, in conseguenza di tal fatto, il 6 novembre successivo la chiesa fu dichiarata arcipretale.
La pieve di Cimolais era un tempo sede dell'omonima forania che comprendeva le cinque parrocchie situate in Val Cellina; tale circoscrizione fu soppressa il 20 giugno 1969 e le parrocchie vennero aggregate alla forania di Maniago.

## Descrizione
La facciata della chiesa è a capanna; l'interno è ad un'unica navata di forma rettangolare.
Opere di pregio conservate all'interno sono l'altare maggiore, costruito nel XVII secolo del cadorino Giacomo Auregne e caratterizzato da quattro colonne sulle quali son collocati il gruppo con la Madonna col Bambino assieme ai santi Giovanni Evangelisti e Giovanni Battista, degli angeli e dei tralci di vite, dello stesso autore gli altari laterali del Crocefisso e del Rosario, che presenta delle statue ritraenti la Beata Vergine del Rosario e i santi Caterina da Siena e Domenico, gli affreschi raffiguranti i Quattro Evangelisti e la Beata Vergine Assunta, eseguiti da Giuseppe Modolo, e il fonte battesimale, che è in pietra.